# Plaesianillus
Plaesianillus cyclops és una espècie d'aranya araneomorfa de la subfamília Erigoninae, dins de la  família Linyphiidae. És l'únic membre del gènere monotípic Plaesianillus.
És un endemisme de França.
Fou descrit per primera vegada per Eugène Louis Simon l'any 1926,